# Ковач, Славко
Славко «Смелый» Ковач (серб. Славко "Смели" Ковач, словен. Slavko "Smeli" Kovač; 9 августа 1919, Лож — 1 августа 1942, Юрище) — югославский словенский моряк и партизан Народно-освободительной войны Югославии, Народный герой Югославии.

## Биография
Родился 9 августа 1919 года в Ложе в рабочей семье. Проходил службу в королевском военно-морском флоте Югославии на момент начала Апрельской войны. Его корабль находился в Которском заливе, когда начались боевые действия: на него спикировала авиабомба, однако Славко успел выпрыгнуть за борт и спастись. После капитуляции Югославии вернулся домой, чтобы избежать пленения и интернирования.
1 октября 1941 вступил в партизанские ряды в Ложскую партизанскую роту, по распоряжению бывшего офицера королевской армии Любомира Шерцера назначен командиром роты. 19 октября принял участие в атаке на Лож. В рядах партизан был известен по прозвищу «Смелый». В марте 1942 года некоторое время командовал Ракошвской партизанской ротой, 29 апреля 1942 назначен командиром 3-го батальона Нотраньского партизанского отряда. В конце лета 1942 года принят в Коммунистическую партию Югославии.
С конца июля 1942 года Ковач командовал небольшим батальоном, созданным из добровольцев 3-го батальона. По заданию командования направился в Словенское Приморье, чтобы оказать помощь партизанам, когда шло итальянское наступление. В ходе выполнения задания батальон был окружён итальянскими войсками. Партизаны прорвали кольцо окружения, но 1 августа 1942 Славко был убит.
27 ноября 1953 указом президента Федеративной Народной Республики Югославии Иосипа Броза Тито Славко Ковачу присвоено посмертно звание Народного героя Югославии.